# Jared Tallent
Jared Tallent (* 17. října 1984 Ballarat, Victoria) je australský atlet, který se věnuje sportovní chůzi.
V roce 2006 si došel na dvacítce pro bronzovou medaili na hrách Commonwealthu v Melbourne. Hned dvojího úspěchu dosáhl na letních olympijských hrách 2008 v Pekingu. Nejdříve získal na 20 km trati bronzovou medaili a o pár dní později přidal v chůzi na 50 km stříbro. O rok později na světovém šampionátu v Berlíně skončil šestý v závodě na 20 km a sedmý na trati 50 km. Na následujícím MS v atletice 2011 v jihokorejském Tegu vybojoval bronzovou medaili v chůzi na 50 km.